# Bahnradsport-Weltmeisterschaften 1931
Die Bahnradsport-Weltmeisterschaften 1931 fanden vom 21. bis 30. August 1931 auf der Radrennbahn in Ordrup bei Kopenhagen statt, die damit zum sechsten Mal Ort einer WM war.
Für die Amateur-WM der Flieger (Sprinter) waren 33 Fahrer aus 16 Nationen gemeldet. Es waren keine Fahrer aus Nordamerika am Start, stattdessen aber Fahrer aus bisher selten beteiligten Ländern wie Jugoslawien und Polen. Das Turnier endete mit einem Dreifach-Triumph der gastgebenden Dänen.
Aus Persien war der Fahrer Ali Mohamed Assad-Bahador dabei, eine „Sensation“, der der Illustrierte Radrenn-Sport einen ganzen Abschnitt widmete:

„Unter dem Perser Ali Mohamed Assad-Bahador (welch herrlicher Name - wie bei Karl May!) hatte man sich einen schwarzbärtigen braunen Mann mit buntem Turban vorgestellt, aber es erschien ein durchaus abendländisch wirkender, manierlicher junger Mann von weißer Hautfarbe mit glattgewichstem Scheitel, der eher wie ein Pariser aussah, in schönem weißen Trikot, kräftig gebaut und gut trainiert, dem es nur an Routine fehlt. Er fuhr noch ziemlich ungeschliffen und dilettantisch, aber recht temperamentvoll und fiel keineswegs aus dem Rahmen.“

18 Sprinter aus neun Ländern kämpften um den WM-Titel bei den Profis. Auch hier ging der Titel nach Dänemark, an Willy Falck Hansen, der gegen Lucien Michard gewann. Bei dieser Entscheidung wurde ein mögliches Fehlurteil des einzigen Zielrichters Alban Collignon, ein belgischer Sportjournalist und späterer Präsident des Weltradsportverbandes Union Cycliste Internationale, ins Gespräch gebracht und als Konsequenz künftig mehrere Zielrichter und andere Neuerungen gefordert.
Die Profi-WM der Steher bestritten zwölf Fahrer aus sieben Ländern. Unter anderen hatten sich zwei ungarische Fahrer angemeldet, die aber letztlich nicht antraten. Die Bahn war nach Ansicht der Presse für Steher-Rennen allerdings wenig geeignet, da die Kurven zu flach seien, dadurch keine größeren Geschwindigkeiten erzielt würden und die Wettkämpfe monoton und wenig attraktiv für die Zuschauer seien. Der Finallauf allerdings, so der Illustrierte Radrennsport, „war eins der schönsten und spannendsten Rennen, die wir je gesehen haben!“ Das Rennen endete mit einem deutschen Doppelerfolg vor dem mehrfachen belgischen Weltmeister und Altmeister, Victor Linart, der schon über 25 Jahre als Profi tätig war.
Ein Sieg für den dänischen Fahrer Henry Hansen bei den gleichzeitig stattfinden Amateur-Weltmeisterschaften auf der Straße rundete den dänischen Erfolg ab.
Abschließend resümierte der Illustrierte Radrenn-Sport, dass bei diesen Weltmeisterschaften die sportlichen Belange zu kurz gekommen seien „im Chaos der Empfänge, Bankette und Ausflüge“.

## Resultate der Berufsfahrer
| Disziplin                 | Platz | Land            | Athlet                          |
| ------------------------- | ----- | --------------- | ------------------------------- |
| Fliegerrennen über 1000 m | 1     | Dänemark        | Willy Falck Hansen              |
|                           | 2     | Frankreich      | Lucien Michard                  |
|                           | 3     | Belgien         | Jef Scherens                    |
| Steherrennen              | 1     | Deutsches Reich | Walter Sawall/Georges Grolimund |
| über 100 km               | 2     | Deutsches Reich | Erich Möller                    |
|                           | 3     | Belgien         | Victor Linart                   |

## Resultate der Amateure
| Disziplin     | Platz | Land     | Athlet               |
| ------------- | ----- | -------- | -------------------- |
| Fliegerrennen | 1     | Dänemark | Helge Harder         |
| über 1000 m   | 2     | Dänemark | Willy Gervin         |
|               | 3     | Dänemark | Anker Meyer Andersen |